# Orsigna (torrente)
L'Orsigna è un breve ed impetuoso torrente dell'Appennino tosco-emiliano incluso nella provincia di Pistoia. A dispetto della limitata lunghezza (7,7 km) costituisce un importante affluente di sinistra del fiume Reno, sia per ragioni idrauliche, sia per ragioni storiche anche perché situato, già in passato, al confine tra Toscana ed Emilia. Il torrente prende probabilmente nome dal paese di Orsigna, che sorge a circa la metà del suo corso.

## Percorso
Nasce, col nome di fosso di Pian Silvano, dal versante meridionale del poggio delle Ignude (1.735 m), nel massiccio di monte Gennaio, sullo spartiacque appenninico fra il Reno e il Serchio (valle della Verdiana, affluente della Lima a sua volta affluente del Serchio); a monte di Casa Corrieri si unisce con un altro ramo, detto Fosso Forone che gli arriva da sinistra in parte dal monte Orsigna, in parte dal Passo di Porta Franca ed assume il nome di Orsigna. Poi scende, in un ampio ghiaieto (largo fino a 200 metri in alcuni tratti), con pendenza assai accentuata, per una valle assai ampia e sostanzialmente rettilinea (di tipo "alpino", ovvero a U, tipico residuo di ghiacciai preistorici) ed ammantata di boschi, tra cui la Foresta del Teso (o dell'Orsigna), abitati da castagni, faggi, querce, abeti e praterie, che va man mano restringendosi fino alla profonda forra che ne caratterizza l'ultimo chilometro, prima della confluenza nel Reno. Riceve numerosi piccoli e precipiti affluenti sia da destra, sia da sinistra (fra cui un altro Rio Orsigna che passa anche per l'omonima borgata) provenienti dall'elevata cerchia di monti (Cocomero, Orsigna, Poggio delle Ignude, Poggio dei Malandrini, Poggio Catinaccio, Punta della Crina, Punta dell'Inferno, ecc.) che delimitano la valle, il cui crinale solo raramente s'abbassa a meno di 1.400 m s.l.m.); gli affluenti gli recano un tributo idrico anche nei periodi di massima siccità, sicché il torrente arriva alla confluenza col Reno, a Setteponti alla periferia nord di Pracchia, sempre ben fornito d'acqua.

## La valle
La valle è punteggiata di piccole borgate poste a mezza costa: Orsigna, Le Volti, Lavacchini, Case Corrieri, Aldria, ecc., tutte in provincia di Pistoia escluso Vìzzero, frazione del Comune di Alto Reno Terme, che è l'abitato più meridionale della provincia di Bologna. Nell'ultimo chilometro prima della confluenza in Reno l'Orsigna segna il confine fra Emilia-Romagna (Bologna) e Toscana (Pistoia). La sua confluenza col Reno, in località Setteponti, segna il confine amministrativo fra la provincia di Bologna e quella di Pistoia. A esclusione di un edificio sulla riva destra del Reno, ricompreso nella provincia di Pistoia, tutti i rimanenti appartengono alla provincia di Bologna.
Essendo il bacino impostato su rocce semipermeabili (macigno fessurato) e caratterizzato da elevatissima piovosità (oltre 2.000 mm annui di pioggia) il regime idraulico è sì, torrentizio, ma le portate sono piuttosto elevate (considerata la brevità del corso e l'esiguità della superficie imbrifera, pari a 15,6 km²) oscillando da minimi assoluti poco inferiori a 1 metro cubo al secondo a medie di 3 metri cubi al secondo, fino a massimi che possono anche superare 60 metri cubi al secondo. Il modulo di portata massimo (dell'ordine di poco meno di 10 metri cubi al secondo) è tipicamente primaverile (aprile) in occasione dello scioglimento delle nevi che ricoprono, con spessori normalmente considerevoli, l'intero bacino che ha una quota media di oltre 1.000 m s.l.m., da un massimo di 1.732 m, ad un minimo di 600 m alla confluenza in Reno, del quale, in pratica, l'Orsigna quasi raddoppia le portate in ogni stagione.

Sbocco del torrente Orsigna (sulla destra) nel fiume Reno, presso Setteponti, a Pracchia (inizi del Novecento)

La sua valle, fino a metà del XIX secolo, costituiva uno dei principali passaggi fra nord e sud Italia, poiché, la strada principale per la Toscana, abbandonata la valle del Reno a Porretta Terme (la gola del Reno di 14 km fra Ponte della Venturina e Pracchia era ritenuta troppo impervia e pericolosa per farvi passare una strada), proseguiva in quota fino al valico di Porta Franca (1.550 m s.l.m.), fra le valli del torrente Silla e del torrente Orsigna, per reimmettersi, a Pracchia, nell'alta valle del Reno e proseguire fino a Pistoia attraverso il valico del Poggiolo (761 m s.l.m., detto anche Le Piastre). Fu solo con la costruzione della ferrovia Porrettana (1864) che la valle del Reno divenne un passaggio anche stradale di collegamento fra Porretta Terme e Pistoia (Traversa di Pracchia, già S.S. 632 ora S.P. 632).
Oggi l'economia della valle è rappresentata per lo più da un turismo montano, essendo la maggior parte delle abitazioni utilizzate per la villeggiatura. La valle, percorsa da una carrozzabile asfaltata praticamente solo fino a Orsigna e Aldria presenta tuttavia notevoli scorci panoramici fra i quali la cima del Monte Pidocchina (1.296 m s.l.m.) che la fronteggia dal versante di destra del fiume Reno, salendovi da Pracchia.